# Грицина Микола Богданович
Грицина Микола Богданович (нар. 3 червня 1989 року) — український футзаліст, екс-гравець національної збірної України.Виступає за клуб «Енергія» зі Львова.

## Біографія

### Ігрова кар'єра
Микола Грицина народився 3 червня 1989 року у Львові і спочатку виступав у ДЮФЛ за місцеві «Карпати» та в рядах низки команд Львівщини на аматорському рівні. У 22-річному віці разом із молодшим братом Михайлом вирішив спробувати свої сили у футзалі, ставши гравцями команди «Шанс-Авто», яка виступала у першій футзальній лізі України. Після одного сезону виступів у ковельській команді перейшов до «Львівхолода», де також провів один рік кар'єри (19 матчів - 16 голів). Висока результативність бомбардира привернула увагу до його персони з боку львівської «Енергії» і в сезоні 2013/14 підписав контракт із грандом українського футзалу. Дебютував в Екстра-лізі 7 вересня 2013 року у домашній грі «Енергії» проти харківського «Локомотива» (1:1). Перший м'яч в найсильнішому дивізіоні країни забив 3 квітня 2014 року у ворота ЛТК. За чотири сезони у футболці львів'ян 102 матчі в рамках Екстра-ліги, в яких відзначився 26 влучними ударами. Здобув чемпіонство Екстра-ліги у сезоні 2015/16 та Кубок України у 2014 році.
У 2017 році підписав контракт із МФК «Сталіца» із Мінська, з якою здобув золоті нагороди чемпіонату Білорусі у 2019 році. За чотири роки виступів у складі мінської команди провів за неї 128 матчів на всіх рівнях, в яких забив 78 м'ячів. 
30 червня 2021 року підписав контракт із івано-франківським НФК «Ураганом», за який у підсумку виступав упродовж трьох років. За цей час провів за команду 81 гру в рамках Екстра-Ліги, в яких забив 28 м'ячів. Також здобув із клубом Кубок України та срібні медалі Екстра-ліги. 
9 липня 2024 року стало відомо, що брати Грицини залишили івано-франківський «Ураган» та підписали контракт із львівською «Енергією».

### Збірна України
За національну збірну України дебютував разом із своїм молодшим братом Михайлом 20 жовтня 2015 року у товариській грі проти збірної Словенії (3:1). Наступного дня у другому матчі проти словенців (1:1) відкрив лік забитим м'ячам за національну команду. 

## Досягнення

### Клубні
- Чемпіон України (1): 2015/16
- Срібний призер (3): 2013/14, 2016/17, 2022/23
- Бронзовий призер (1): 2014/15
- Кубок України (2): 2013/14, 2023/24
- Чемпіонат Білорусі (1): 2018/19
- Бронзовий призер (3): 2017/18, 2018/19, 2023/24

### Особисті
- Найкращий гравець Екстра-ліги: 2015/16